# George Berkeley
George Berkeley [ˈbɑrkli] (12. březen 1685 u Thomastownu (Kilkenny) – 14. leden 1753, Oxford) byl irský filosof a teolog, od roku 1734 anglikánský biskup z Cloyne. Psal v angličtině a latině. Je znám svým výrokem Esse est percipi („být znamená být vnímán“), jenž stojí u zrodu imaterialismu, resp. subjektivního idealismu.

## Život
Berkeley se narodil roku 1685 jako prvorozený syn vznešené rodiny přistěhovalé z Anglie. V jedenácti letech nastoupil George rovnou do druhé třídy místní, podle všeho prestižní školy, kterou před ním navštěvoval také jeho pozdější celoživotní přítel Jonathan Swift. Od patnácti let studoval na Trinity College v Dublinu, kde získal roku 1707 titul magistra. Na univerzitě vedle povinné latiny a řečtiny zvládl také francouzštinu a hebrejštinu. Doktorát obdržel v roce 1721.
Již ve dvaceti letech rozvinul svou ústřední tezi o neexistenci hmotné substance nezávislé na vědomí. Jeho první spis se však věnoval optice (Esej o nové teorii vidění, 1709). Berkelyho filosofické dílo bylo dílem jeho mládí: svůj hlavní spis (Pojednání o principech lidského poznání) napsal v pětadvaceti letech; vydal však jen první část, neboť druhá, ztracená na cestě po Itálii, nebyla již znovu napsána. Pojednání však spíše než obdiv sklidilo odmítnutí: odmítání existence vnějšího světa bylo považováno za bláznovství. Proto se Berkeley snaží podat své učení přístupnější formou tří filosofických dialogů mezi dvěma filosofy se symbolickými jmény, totiž Hyladem (zastáncem hmoty) a Filonoem (milovníkem rozumu).
Následující léta byla vyplněna především cestami po evropském kontinentě. Roku 1724 byl Berkeley jmenován děkanem v Londonderry, o čtyři roky později se oženil a roku 1729 se svou ženou přistál na Rhode Islandu s cílem realizovat dávný plán, totiž zřídit na Bermudách misionářskou stanici, kde by se vzdělávali i domorodci. Projekt však po dvou letech zkrachoval.
Po roce 1734, kdy se stal Berkeley biskupem, ustaly jeho cesty. Berkeley věnoval čas své diecézi a ve svých spisech se vyjadřoval k problémům irské politiky a usmíření státního a římskokatolického náboženství. Jeho poslední spis Siris (1744) rozvíjí mystickou přírodní filosofii a prosazuje dehtovou vodu jakožto léčebný prostředek. Texty věnované dehtové vodě byly za Berkeleyho života populárnější než jeho čistě filosofické knihy. V roce 1752 se Berkeley rozhodl odcestovat se svou rodinou do Oxfordu, aby mohl svému synovi radit během studií. Na začátku roku 1753 zde podlehl infarktu a byl pohřben ve svém milovaném městě.

## Myšlení a dílo
Berkeleyho filosofie je především metafyzikou, jejím hlavním záměrem však byla dle filosofova vlastního vyjádření podpora náboženství a morálky. I Berkeleyho ústřední myšlenka – esse est percipi – má vyvrátit ateismus a skepticismus, neboť uznání existence hmotné substance nezávislé na mysli dle Berkeleyho do ateismu nutně ústí.

### Východisko. Nominalismus a nauka o jazyce
Berkeleyho myšlení vychází z diskusí novověké filosofie: navazuje především na Descarta a Lockea, které však záhy kritizuje, stejně jako Newtonovo pojetí prostoru. Různost dobových koncepcí prostoru a hmotného světa je způsobena nesprávným užíváním jazyka a zbytečnými, bezobsažnými pojmy: „Nejprve jsme zvířili prach a teď si stěžujeme, že nevidíme.“ Úvod svého hlavního spisu Pojednání o principech lidského poznání tedy věnuje nejprve krátké analýze jazyka a abstraktních pojmů. Podle Berkeleyho není možno od jakékoliv představy oddělit smyslové kvality: barvu, tvar apod.: nemůžeme si například představit člověka, který by neměl žádný tvar. Abstraktní ideje tedy neexistují: „jméno úsečka (...) vděčí za svou obecnost nikoli tomu, že je znakem abstraktní nebo obecné úsečky, ale všech <možných> jednotlivých rovných úseček.“ Obecné pojmy neoznačují reálná jsoucna, nýbrž jsou jen jménem množiny všech smyslových objektů stejných vlastností, které jsme navyklí označovat jedním pojmem: Berkeley je tak zastáncem důsledného nominalismu. Jeho nauce o jazyce se dostalo zvýšeného zájmu zejména v analytické filosofii 20. století, přičemž byla spatřována souvislost s Wittgensteinovým pojetím jazyka.

### Berkeleyho imaterialismus
Předměty, jež vnímáme, nemohou mít skutečnou existenci v lidském vědomí. Na příkladu s jablkem Berkeley tvrdí, že v našem vědomí nejsou skutečné věci, nýbrž společně zakoušené počitky: „…Tak například, poněvadž se zjistilo, že se vyskytuje pohromadě jistá barva, chuť a vůně, tvar a pevnost, považuje se to vše za jedinou určitou věc označenou jménem jablko.“  Není tedy nutno rozlišovat primární a sekundární kvality, jak činil Locke, neboť oboje známe jen jakožto počitky. 
Podle Berkeleyho tak existují dvě skupiny jsoucen:
1. ideje (barva, chuť, tvrdost apod.)
2. substance, jimiž jsou tyto ideje vnímány (mysl, duch, duše).

Ideje novověkého empirismu však neexistují samy o sobě (jako u Platóna), nýbrž vždy se jedná o obsahy mysli. Existují-li však ideje jen uvnitř mysli, neexistuje nic kromě ní:
„Neexistuje žádná jiná substance než duch, čili to, co vnímá.“  Proto může Berkeley vyslovit své Esse est percipi („být znamená být vnímán“); vzápětí však doplňuje: Esse est percipere („být znamená vnímat“), neboť musí existovat něco, co není předmětem představování, ale jeho subjektem: to je právě náš duch, vědomí, mysl. Tyto dvě věty tak tvoří „nejvyšší princip“ Berkeleyho filosofie.

### Bůh
Příčinami našich idejí však nemůžeme být my sami, ani jimi není hmota, jejíž nemožnost byla dokázána. Tím, kdo do nás ideje vkládá, je tedy nějaký jiný duch. Tímto duchem je křesťanský Bůh, který zároveň garantuje jejich zákonitost a soulad: „To, že se neobjevují chaoticky, ale patrně se řídí nějakými zákony, je dokladem moudrosti a laskavosti Boží.“ 
Berkeleyho metafyzika a teorie poznání tak zároveň slouží jako důkaz Boží existence a obhajoba náboženství, což ostatně, jak již víme, bylo dle Berkeleyových vlastních slov hlavním cílem jeho myšlení: „První místo v našem studiu mají totiž koneckonců zaujímat úvahy o Bohu a naší povinnosti, čehož podpora byla hlavním cílem mého úsilí“. Uznávání existence hmoty bylo hlavní podporou ateistů, modlářů a skeptiků.

## Působení
Na Berkeleyho navazuje skotský filosof David Hume, a to zejména v problému tzv. abstraktních idejí. Immanuel Kant v konfrontaci s Berkeleyovými a Humeovými myšlenkami došel ke svému pojetí transcendentální filosofie; od Berkeleyho systému, jejž nazýval „dogmatickým idealismem“, se nicméně výslovně distancoval. V 19. století vyzvedl Berkeleyho tezi o světě jakožto souboru idejí ve vědomí Arthur Schopenhauer: „První, kdo ji vyslovil, byl však Berkeley. Tím si získal nesmrtelnou zásluhu o filosofii, třebaže zbytek z jeho učení nemůže obstát.“  V analytické filosofii se objevuje zájem o Berkeleyho pojetí jazyka.
Podle George Berkeleyho byla nazvána University of California i město Berkeley, jež okolo ní vyrostlo, stejně jako několik škol v jeho rodném Irsku.

## Spisy
- Philosophical Commentaries (1707–08, poznámky)
- An Essay towards a New Theory of Vision (1709). Česky: Esej o nové teorii vidění (2004).
- A Treatise Concerning the Principles of Human Knowledge, I. díl (1710). Česky: Pojednání o principech lidského poznání (2004).
- Three Dialogues between Hylas and Philonous (1713). Česky: Tři dialogy (2007).
- De Motu (1721). Česky: O pohybu (2007).
- Alciphron: or the Minute Philosopher (1732)
  - Katolická církev zařadila dekretem ze dne 20. 11. 1742 Berkeleyho spis Alciphron na Index zakázaných knih.[14]
- The Theory of Vision or Visual Language … Vindicated and Explained (1733)
- The Analyst (1734)
- The Querist (1735–37)
- Siris (1744)

Překlady do češtiny
- BERKELEY, George. Esej o nové teorii vidění; Pojednání o principech lidského poznání. Přeložili Markéta Hubová a Marek Tomeček. Praha: OIKOYMENH, 2004. 175 s. ISBN 80-7298-112-9.
- BERKELEY, George. Tři dialogy mezi Hyladem a Filonoem; O pohybu. Přeložili Marek Tomeček a Jan Palkoska. Vyd. 1. Praha: OIKOYMENH, 2007. 121 s. Knihovna novověké tradice a současnosti; sv. 56. ISBN 978-80-7298-176-2.
- BERKELEY, George; JOHNSON, Samuel, (Přeložil Marek Tomeček). Filosofická korespondence (1729–1730). Reflexe. 2007, čís. 32, s. 105–125. ISSN 0862-6901.